# غلوريا وليامز
غلوريا وليامز (بالإنجليزية: Gloria Williams)‏ هي مغنية أمريكية، ولدت في 1 أغسطس 1942 في ديترويت في الولايات المتحدة، وتوفيت في 5 يوليو 2000 بسبب السكري.